# Bent Hansen (futebolista)
Bent Hansen (13 de setembro de 1933 - 8 de março de 2001) foi um futebolista dinamarquês, que atuava como defensor.

## Carreira
Bent Hansen fez parte do elenco da Seleção Dinamarquesa de Futebol que disputou a Eurocopa de 1964.

## Ligações Externas
- Perfil em FIFA.com (em inglês)